# 石川初
石川 初（いしかわ はじめ、1964年 - ）は、日本のランドスケープ・アーキテクト。ランドスケープ・アーキテクチュア研究者。慶應義塾大学環境情報学部教授。神奈川大学非常勤講師。日本造園学会賞受賞。

## 略歴
- 1964年 - 京都府宇治市生まれ。
- 1983年 - 基督教独立学園高等学校卒業。
- 1987年 - 東京農業大学農学部造園学科卒業[3]。
- 1987年 - 鹿島建設建築設計本部に就職→（株）ランドスケープデザイン勤務
- 2015年 - 慶應義塾大学大学院政策・メディア研究科教授[3]。
- 2020年 - 慶應義塾大学より博士（学術）の学位を取得[4]。
- 2021年 - 慶應義塾大学環境情報学部教授。

## 受賞
- 日本建築学会賞著作賞（2012年度）[3]
- 日本生活学会今和次郎賞（2012年度）[3]
- 品川区緑化大賞（2015年）[3]
- 東京農業大学造園大賞（2018年度）[3]
- 日本造園学会賞（著作部門）（2020年度）[3]

## 著書

### 単著
- 『Park Studies　公園の可能性』鹿島出版会、2025年
- 『思考としてのランドスケープ　―地上学への誘い―』LIXIL出版、2018年
- 『ランドスケール・ブック　―地上へのまなざし』LIXIL出版、2012年

### 共著
- 『スマートシティとキノコとブッダ　人間中心「ではない」デザインの思考法』BNN、2024年
- 『今和次郎「日本の民家」再訪』平凡社、2012年（瀝青会として共著）
- 『路上と観察をめぐる表現史 ─考現学の「現在」』（「地形図としての考現学、測量としての路上の記録」執筆担当）平凡社、2013年
- 『東京「スリバチ」地形散歩』（「GPSがこすり出す微地形」執筆担当）洋泉社、2012年
- 『映画空間100選』（「アメリカ映画に見る森の表象」執筆担当）リクシル出版、2011年
- 『ドボクサミット』（「Landscape for rest of us　私たちのための景観ガイド」執筆担当）　武蔵野美術大学出版、2009年
- 『建築・都市フィールドワークメソッド』（「都市の「自然」観察 自然観のリニューアル」執筆担当）リクシル出版、2002年
- 『ランドスケープ批評宣言』（Landscape network 901として共著）ＩＮＡＸ出版、2002年